# JR东日本651系电力动车组
JR东日本651系电力动车组（日语：651系）是东日本旅客铁道（JR东日本）自1989年3月起推出的交直流双电压动车组。
列车最初以7+4的重联编组，运行于东京都上野站至宫城县仙台站间的常磐线特急服务“超级常陆”列车。但从2013年3月16日修订时间表实施后即从该列车正常定期班次引退。大部分列车后被改装成651系1000番台，并从2014年3月起重新使用于赤城号和草津号特急列车服务，直到2023年3月18日時刻表修訂而退出所有定期列車班次。

## 变型
- 651系0番台：1989年生产的交直两用原始编组（9列7节编组，9列4节编组）
- 651系1000番台：2013至2014年间，从651系0番台改装而成的7节/4节编组直流列车
- “Izu Craile”：2016年7月重组后投入服务的4节编组度假列车

## 运营
截至2019年10月1日，剩余的651系0番台4節编组（K201編成、K205編成）只用於磐城站及富岡站來回普通列車、團體列車以及臨時列車服務。2020年3月14日常磐線全線復駛，651系0番台退出定期列車服務。
651系1000番台列车则用于赤城号、Swallow赤城号和草津号特急列车服务。

## 编组

### 651系0番台

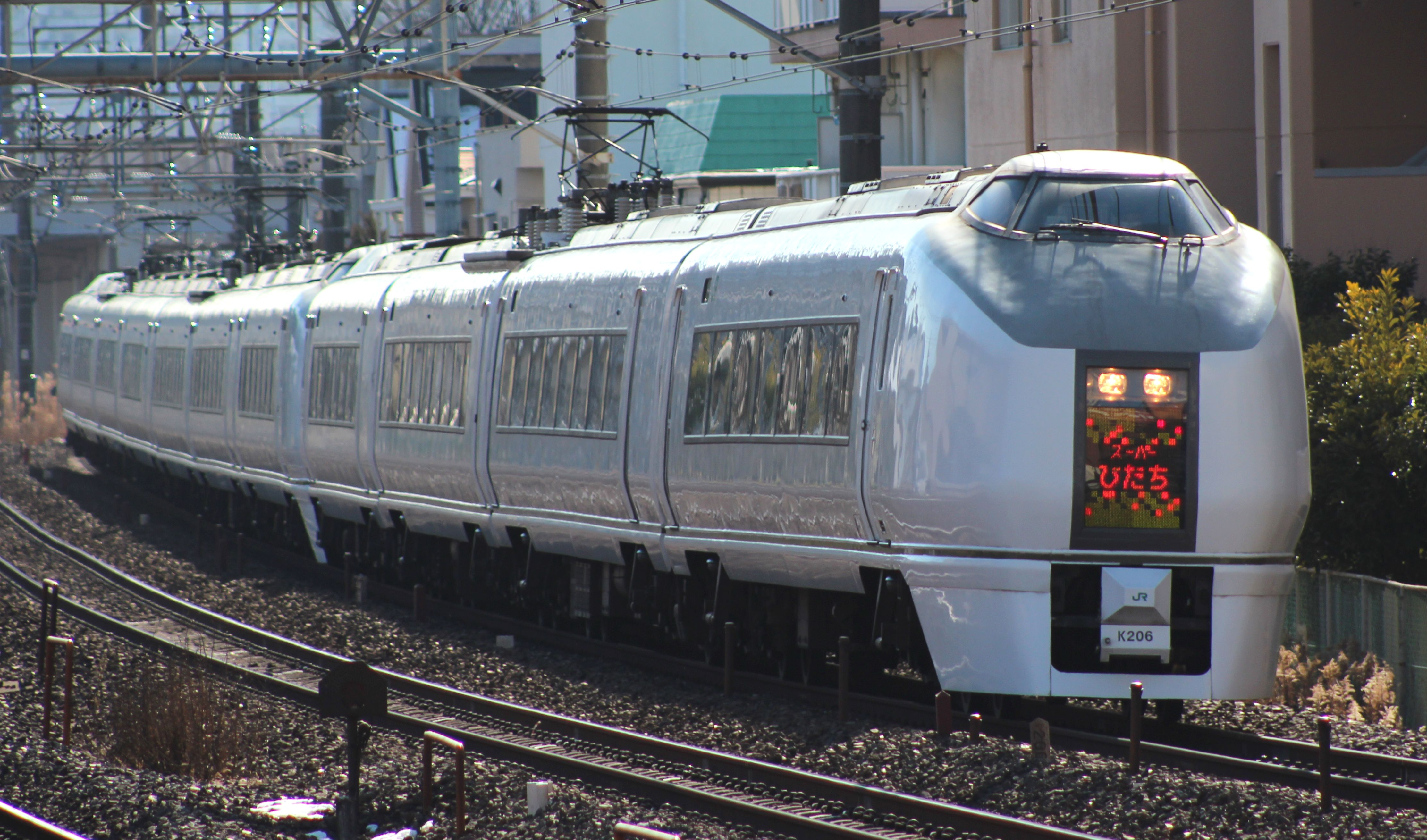
一列超级常陆号4+7编组列车，摄于2013年1月

截至2019年10月1日，原有651系0番台编组包括2列（原有9列）4节车厢（K201、K205），以胜田车辆中心为基地。

#### 7节编组
7节车厢编组，编号K101－K109，编组形式如下；4节为动力车（“M”），3节为无动力拖车（“T”），1号车为上野（南）端。
| 车厢 | 1        | 2            | 3            | 4        | 5        | 6        | 7        |
| ---- | -------- | ------------ | ------------ | -------- | -------- | -------- | -------- |
| 构型 | Tc2      | M'2          | 2            | Ts       | M'1      | M1       | Tc1      |
| 编号 | KuHa 650 | MoHa 650-100 | MoHa 651-100 | SaRo 651 | MoHa 650 | MoHa 651 | KuHa 651 |

- 2号和5号车均配备一具PS26菱形受电弓。[4]
- 1号、3号、4号和6号车都有厕所。[4]

#### 4节编组

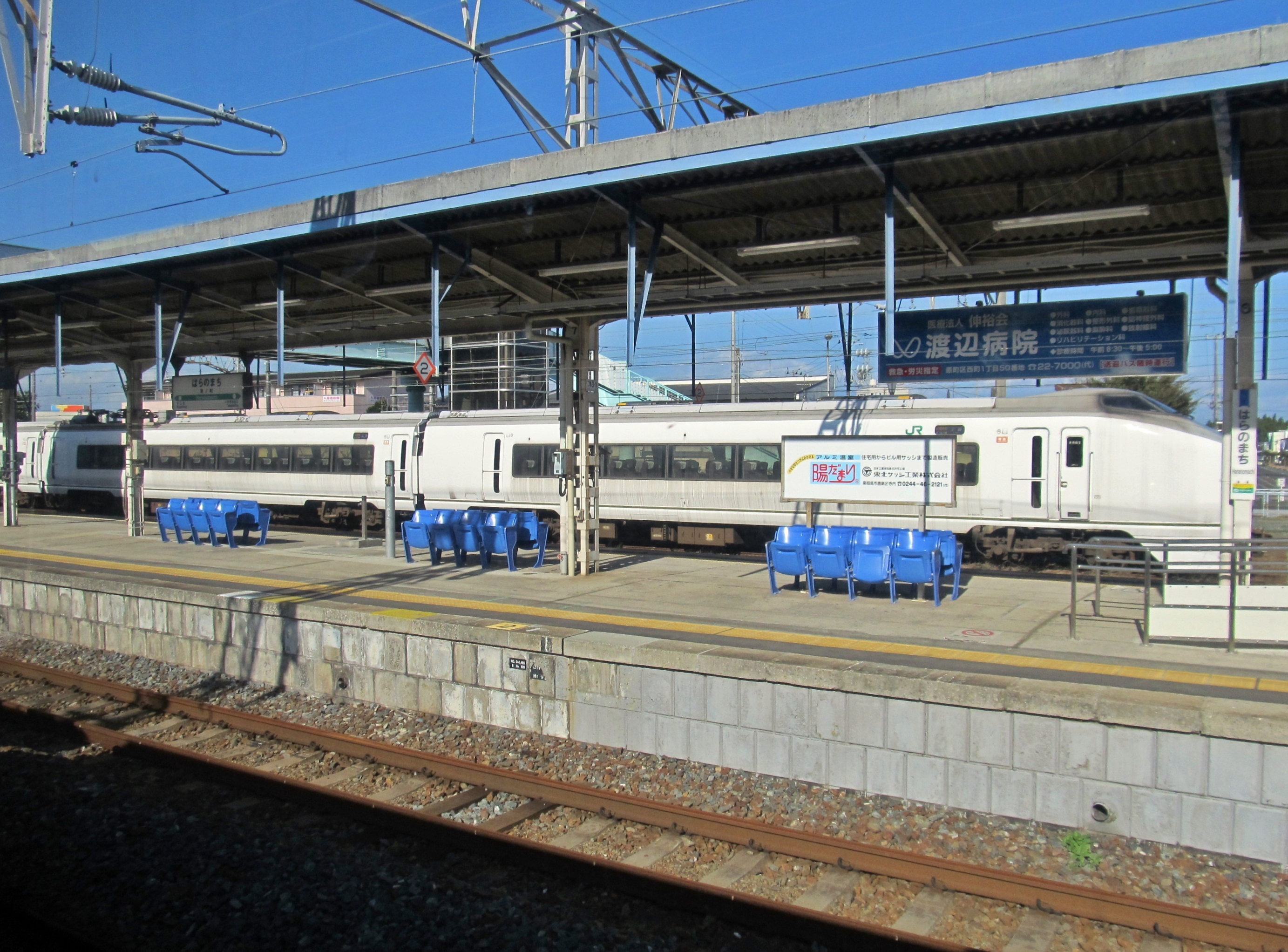
2011年3月的地震和海啸后，因线路不通，4节编组K202被長期留置在原之町站側線，直至2016年3月方经公路送至郡山综合车辆中心拆解

4节编组，编号K201－K209，按以下方式编成；2节为动力车（“M”），2节为无动力拖车（“T”），8号车位于上野（南）端。
| 车厢 | 8        | 9        | 10       | 11           |
| ---- | -------- | -------- | -------- | ------------ |
| 构型 | Tc2      | M'1      | M1       | Tc1          |
| 编号 | KuHa 650 | MoHa 650 | MoHa 651 | KuHa 651-100 |

- 9号车配备了一具PS26菱形受电弓。[4]
- 8号和10号车有厕所。[4]

### 651系1000番台

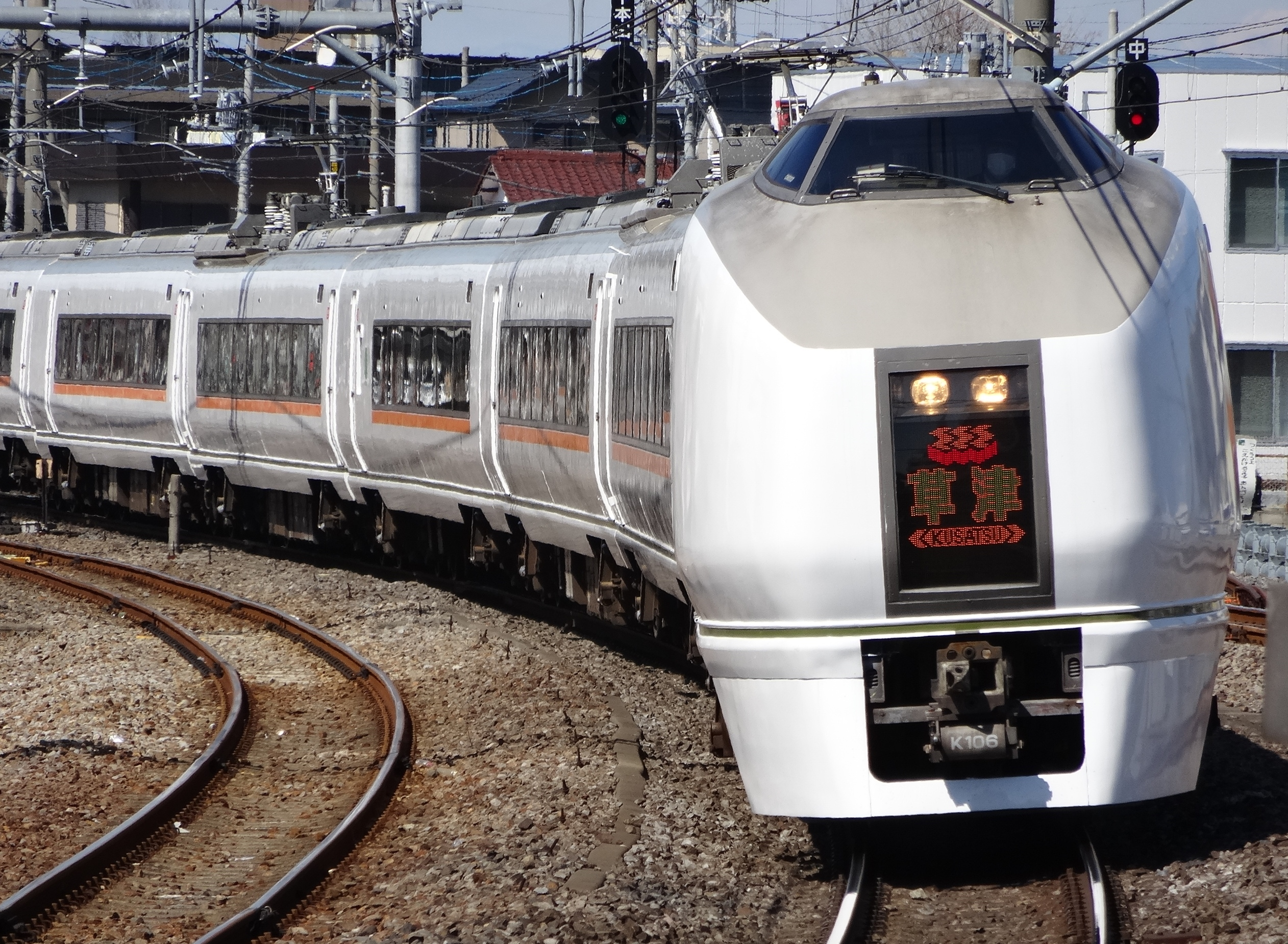
651系1000番台K106编组（后来的OM203编组）行驶于草津号列车，摄于2014年3月

截至2020年9月1日，车队包括7列7节编组（编号为 OM201－OM207，基地全部位于大宫车辆中心。

#### 7节编组
7节编组，编号OM201－OM207，编成如下：4节有动力的“M”车厢和3辆无动力拖车（“T”），1号车为上野（南）端。
| 车厢   | 1             | 2             | 3             | 4             | 5             | 6             | 7             |
| ------ | ------------- | ------------- | ------------- | ------------- | ------------- | ------------- | ------------- |
| 构型   | Tc2           | M'2           | 2             | Ts            | M'1           | M1            | Tc1           |
| 编号   | KuHa 650-1000 | MoHa 650-1100 | MoHa 651-1100 | SaRo 651-1000 | MoHa 650-1000 | MoHa 651-1000 | KuHa 651-1000 |
| 座位数 | 52            | 64            | 58            | 36            | 68            | 64            | 56            |

- 2号和5号车分别配备一具PS33D单臂受电弓。[4]
- 1号、3号、4号和6号车都有厕所。[4]

#### 4节编组
4节编组，编号OM301－OM303，编成如下；两辆为动力车（“M”），两辆为无动力拖车（“T”），8号车为上野（南）端。
| 车厢   | 8             | 9             | 10            | 11            |
| ------ | ------------- | ------------- | ------------- | ------------- |
| 构型   | Tc2           | M'1           | M1            | Tc            |
| 编号   | KuHa 650-1000 | MoHa 650-1000 | MoHa 651-1000 | KuHa 651-1100 |
| 座位数 | 52            | 68            | 64            | 56            |

- 9号车配备了一具PS33D单臂受电弓。[4]
- 8号和10号车有厕所。[4]

### “伊豆Craile” 4节编组IR01

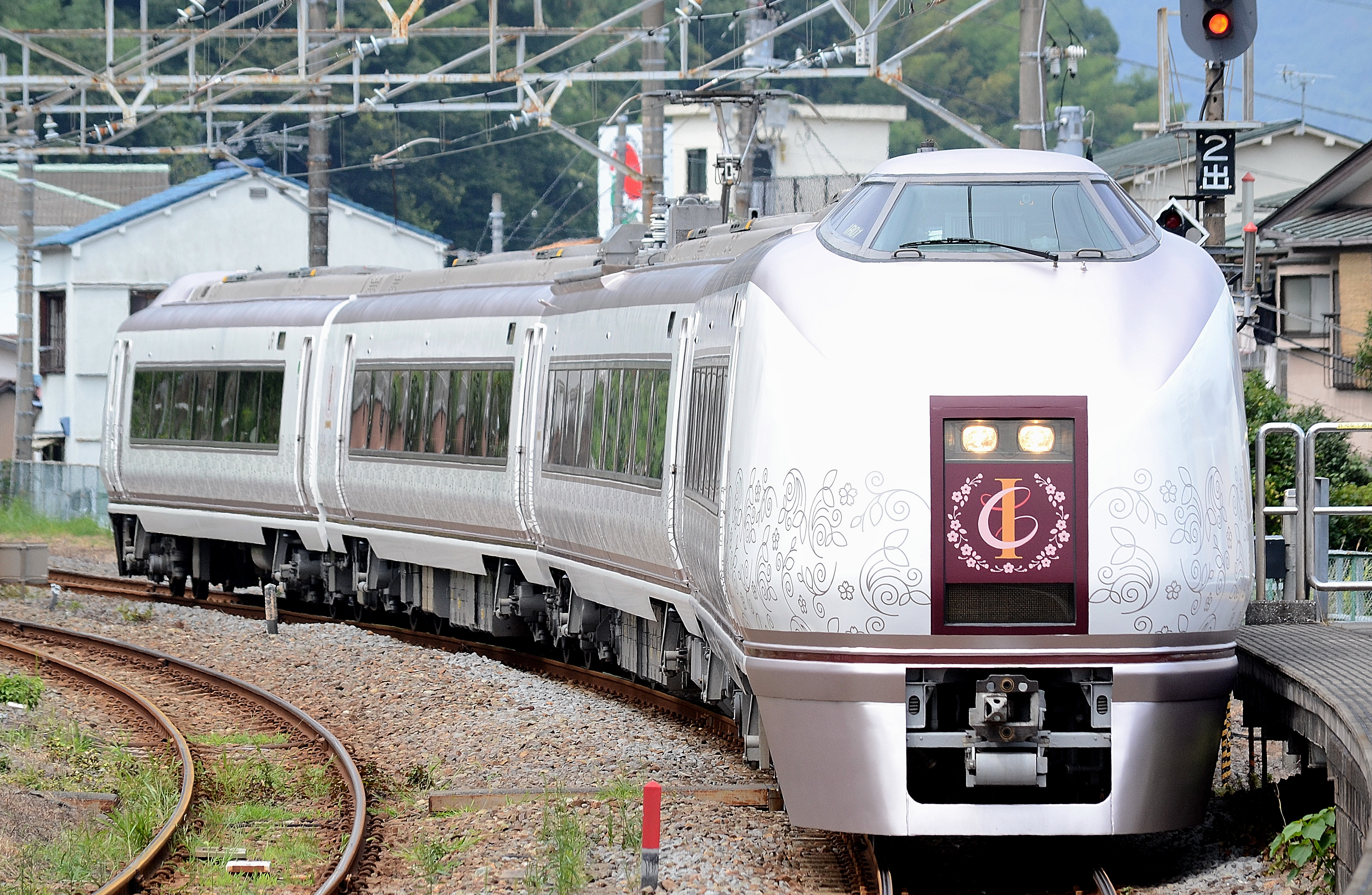
“伊豆Craile”列车IR01编组，摄于2016年8月

经改装的4节编组IR01（原OM301）的构成如下：2节有动力“M”车和2节无动力拖车（“T”），1号车位于南端。
| 车厢       | 1             | 2             | 3             | 4             |
| ---------- | ------------- | ------------- | ------------- | ------------- |
| 构型       | Tsc2          | M'1           | Ms1           | Tsc           |
| 编号       | KuRo 650-1007 | MoHa 650-1007 | MoRo 651-1007 | KuRo 651-1101 |
| 原编号     | KuHa 650-1007 | MoHa 650-1007 | MoHa 651-1007 | KuHa 651-1101 |
| 重量（吨） | 36.3          | 41.1          | 37.8          | 31.1          |
| 座位数     | 24            | -             | 22            | 52            |

2号车配备了一具PS33D单臂受电弓。

## 车内
绿色车厢（头等）的座位布置为每排2+1，座位间距为1,160毫米；普通等座位布置为每排2+2，座位间距为970毫米。

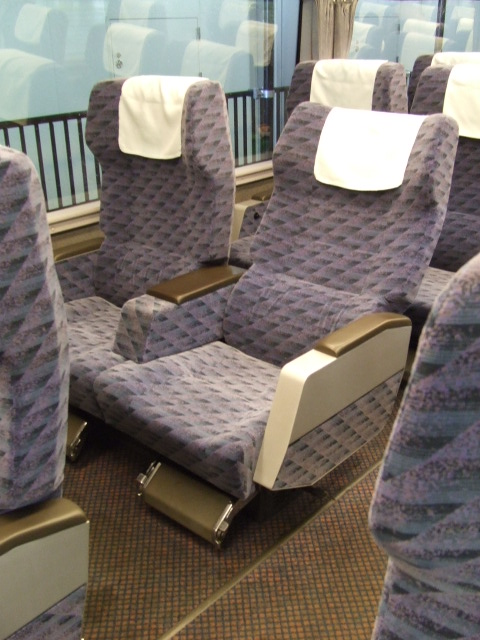
绿色车厢座位
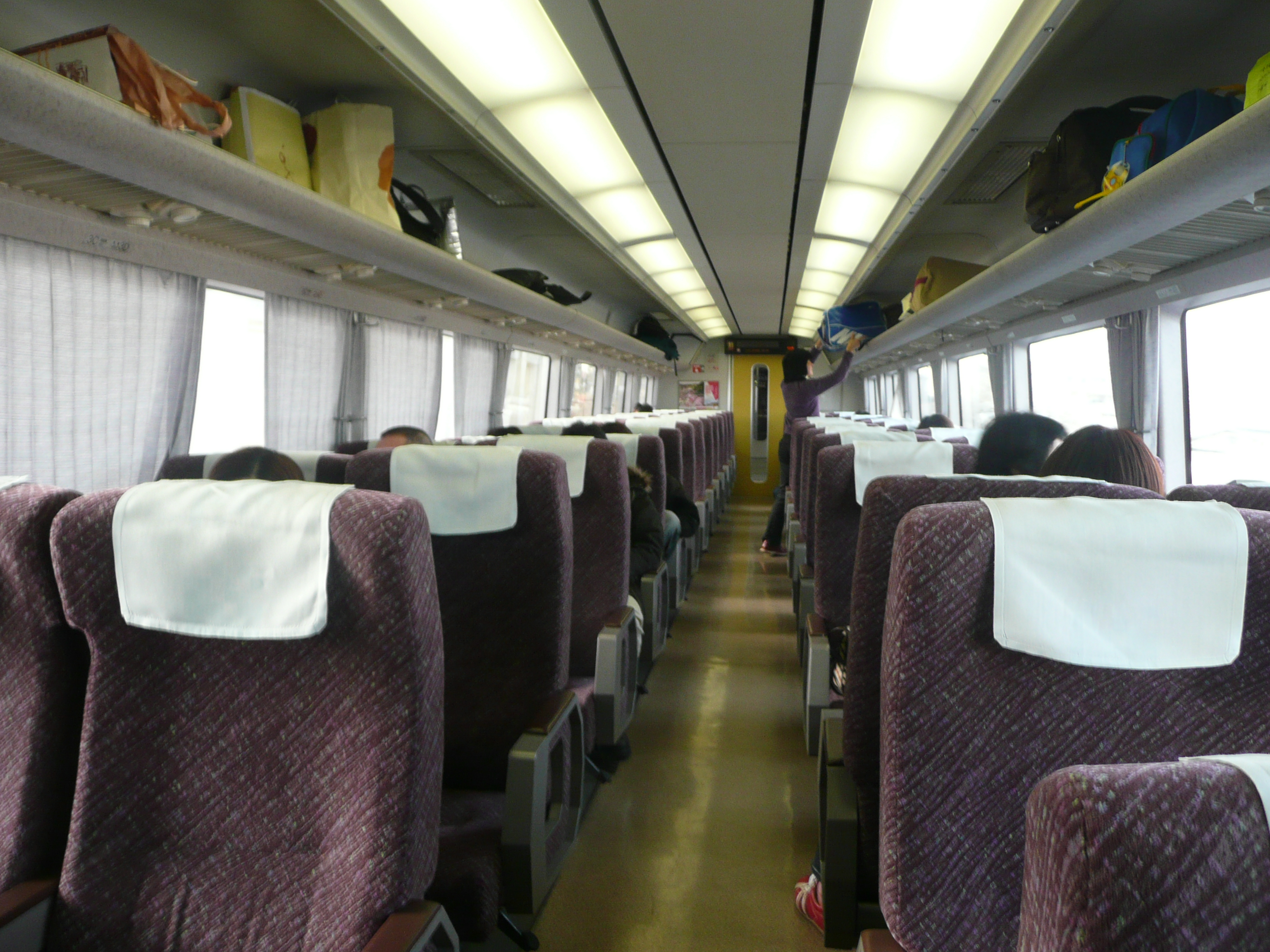
普通车厢内部

## 历史
651系最初于1989年3月11日投入上野和仙台之间的超级常陆号特急列车服务；此款列车於1990年获颁第33届蓝丝带奖，该奖项1958年以来每年都由铁道友之会會員投票選出，為JR東日本於1987年成立以來，第一款獲得此獎的車輛。
从2000年12月2日起，绿色车厢（4号车，头等）完全禁烟，内部间隔墙在2000年12月至2001年1月期间拆除。2004年6月，绿色车厢座位增加了3个到36席。自2007年3月18日修订时间表开始实施以来，所有车厢都禁止吸烟。零食自动售货机于2008年3月31日起停用。
从2012年3月17日开始实施修订列车时刻表起，651系列车中的6列已经停止服务并进入储存状态，取而代之的是超级常陆号的新型10节车厢E657系电力动车组。整个651系车队在2013年3月16日修订时刻表开始实施时退出運用，但为了季节性和额外的服务需求，仍保留了整个车队。同時於2012年起，部分運用離脫的651系，先後被送往青森、大宮等的地方留置。
2013年9月，K203編成率先報廢，成為本系列首列退役的車輛，在此開始展開本系列附屬編成的報廢。
自2013年10月1日起，0番台11节編組重新在常磐線投入服务，每天运行两班“Fresh常陆”列车，以顶替正在进行改装工作，为每个座位上方添加LED席位状态指示灯的E657系。这一安排持续到2015年3月。
在常磐線特急定期運用結束後，絕大部分651系0番台基本編成以及少數附屬編成的列車先後被改裝，並命名為651系1000番台，於2014年3月15日起正式於赤城号和草津号特急列车服务。
2015年12月，K204被報廢並解體，其後2016年3月， 在東日本大震災後在原之町站留置多時的K202編成(附屬編成)亦報廢並解體。
2017年6月，JR東日本宣布將會使用651系4輛編成行走 磐城至富岡的普通列車，2017年7月22日起651系4輛編成正式服務上述區間的普通列車，一日兩往復。
自2015年3月14日改正以來，高崎線、上越線、吾妻線特急列車班次縮減，赤城號、草津号所有列車統一以7輛編成行駛，因而使1000番台車輛過剩，1000番台附屬編成車輛(OM301-303)先後被閒置，當中OM301編成於2015年11月至2016年4月被改裝成觀光列車「伊豆Craile」，而OM302、OM303編成則分別在2017年7月和9月報廢及被送往郡山綜合車輛中心解體。
2018年7月，最後兩列基本編成的其中一編成(K105編成)運用離脫，報廢並送往郡山工場解體，使基本編成的列車僅剩K103編成。
2019年，在青森車輛基地疎開6年半的K207編成正式在同年5月20日報廢，並於青森現地解體，附屬編成僅餘下K201、K205編成仍然服役中(8輛)。
2019年8月，0番台僅餘的基本編成列車K103編成正式運用離脫，同月8月31日送往郡山工場。並於2019年9月14日郡山工場開放日作最後展示，展示後已經全車解體。
隨著常磐線全線恢復通車，用於普通列車的附屬編成(K201、K205編成)於2020年3月13日正式運用終結，其後K201編成及K205編成分別於同年4月2日及6月5日報廢並送往郡山工場解體。此後，JR東日本的651系0番台正式全部退役。

### 651系1000番台改装
在2013年底至2014年初期间，对651系列车进行了改装并重编号为651系1000番台；在2014年3月15日起於赤城号和草津号特急列车服务，取代老化的185系动车组。改装内容包括切除（但不拆除）原有的交流电气设备，用与E233系近郊列车相同的 PS33D单臂受电弓取代原有的PS26菱形型受电弓，以及在侧面车窗下方车体添加橙色条纹。车厢内部没有变化。
2023年3月17日，651系1000番台最後一天行駛赤城號及草津號，翌日起改以E257系5500番台行駛。至此651系電聯車全數退出定期班次服務。

### “伊豆Craile”度假火车
2015年11月至2016年4月间，4节车厢的OM301编组于大宫综合车辆中心被重新改造成了一列名为“伊豆Craile”（日语：伊豆クレイル）的度假列车，并计划于2016年7月16日在伊藤线上投入使用。它名字的后半部分“Craile”，是一个由“Cresciuto”（意大利语“成熟”之意）、“train”（英语“列车”）和后缀“-ile”组成的混成词。1号车靠海的一侧设有面向窗户的吧台座位，2号车设有酒吧吧台和休息室，3号车设有半开放隔间，4号车设有常规单向2+2排布座位。改造后的列车转配国府津综合车辆中心。

由於車輛老化的關係，「伊豆Craile」原定於2020年6月28日在靜岡地方旅遊活動最後一次行駛後正式引退。鑑於新型冠狀病毒疫情在日本大規模爆發的關係，因此「伊豆Craile」於2020年3月29日以臨時形式最後一次運行後引退。及後更於2020年10月9日從國府津車輛中心回送至長野綜合車輛中心，其後被拆解。象徵651系所有附屬編成已經引退，僅餘下基本編成仍然服役。

## 车队详细资料

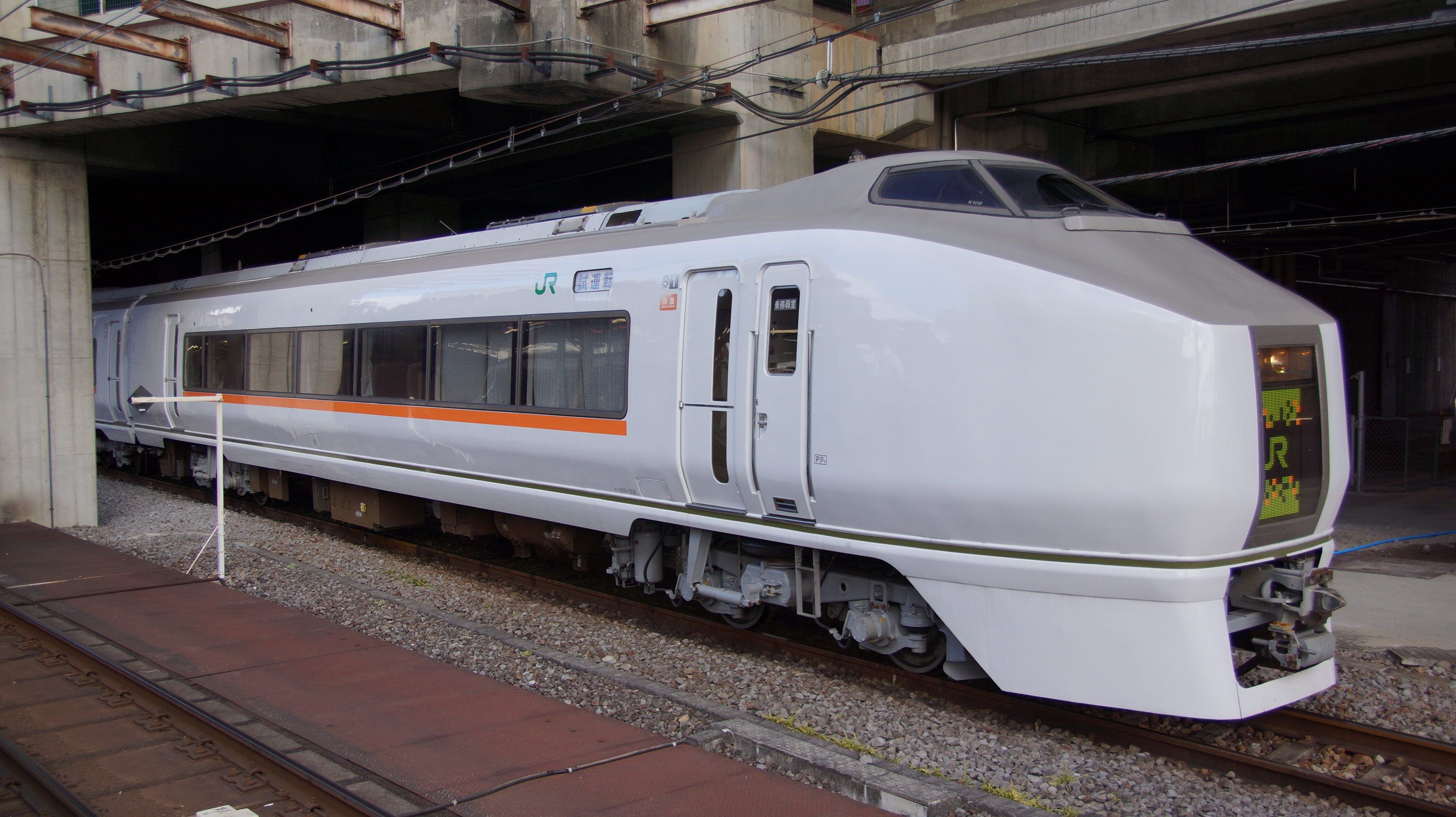
2014年1月，在一次驾驶员培训活动中的651系1000番台改装车型， 图为K109编组（后来的OM206编组）

列车车队的交付、翻新和改装日期如下表所示。所有的列车编组最初都是由川崎重工的兵库工厂制造的。

### 7节编组 (全部皆已經改裝成1000番台或已退役)
| 编组 | 交付日期       | 翻新日期       | 重新编号 | 改裝日期       | 改装地点         | 退役日期      | 備註 |
| ---- | -------------- | -------------- | -------- | -------------- | ---------------- | ------------- | --- |
| K101 | 1988年12月20日 | 2001年10月2日  | OM201    | 2014年3月12日  | 郡山综合车辆中心 |               | |
| K102 | 1989年1月11日  | 2001年8月3日   | OM207    | 2018年5月8日   | 郡山综合车辆中心 |               | 曾經於2012年11月與K207編成前往青森疏開，及後於2016年4月下旬前往郡山綜合車輛中心進行全面檢查，再於2018年前往郡山綜合車輛中心並改裝成1000番台。 |
| K103 | 1989年2月6日   | 2002年7月23日  | （無）   | （無）         | （無）           | 2019年8月31日 | 在郡山綜合車輛中心退役並拆解。 |
| K104 | 1989年2月15日  | 2000年11月22日 | OM202    | 2014年3月5日   | 大宫综合车辆中心 | 2022年4月16日 | |
| K105 | 1989年2月28日  | 2001年2月16日  | （無）   | （無）         | （無）           | 2018年7月27日 | 在郡山綜合車輛中心退役並拆解。 |
| K106 | 1989年12月28日 | 2002年6月18日  | OM203    | 2014年1月24日  | 郡山综合车辆中心 |               | |
| K107 | 1990年2月19日  | 2002年2月14日  | OM204    | 2013年11月14日 | 郡山综合车辆中心 |               | |
| K108 | 1990年3月3日   | 2000年10月4日  | OM205    | 2013年12月6日  | 郡山综合车辆中心 |               | |
| K109 | 1992年1月26日  | 2001年11月21日 | OM206    | 2013年10月7日  | 郡山综合车辆中心 |               | |

### 4节编组
| 编组 | 交付日期       | 翻新日期       | 重编号     | 改装日期                             | 改装地点                                       | 退役日期       | 其他 |
| ---- | -------------- | -------------- | ---------- | ------------------------------------ | ---------------------------------------------- | -------------- | --- |
| K201 | 1989年2月6日   | 2001年6月13日  | （無）     | （無）                               | （無）                                         | 2020年4月      | |
| K202 | 1989年2月15日  | 2001年3月3日   | （無）     | （無）                               | （無）                                         | 2016年3月－4月 | 2011年3月11日因東日本大地震導致常磐線受損而無法通行，停放在原之町站側線達5年，直到2016年3月經公路運回郡山車輛中心報廢拆解。 |
| K203 | 1989年2月28日  | 2002年9月27日  | （無）     | （無）                               | （無）                                         | 2013年9月      | |
| K204 | 1989年12月28日 | 2002年3月20日  | （無）     | （無）                               | （無）                                         | 2015年12月     | |
| K205 | 1990年2月1日   | 2002年10月28日 | （無）     | （無）                               | （無）                                         | 2020年6月      | |
| K206 | 1990年2月1日   | 2001年10月24日 | OM301→IR01 | OM301：2014年2月21日 IR01：2016年4月 | OM301：郡山综合车辆中心 IR01：大宫综合车辆中心 | 2020年10月     | IR01為「伊豆Craile」度假火車專屬編組                                                                                        |
| K207 | 1990年2月19日  | 2002年11月28日 | （無）     | （無）                               | （無）                                         | 2019年5月      | 2012年11月前往青森疎開，但已經於2019年5月中報廢並解體。                                                                     |
| K208 | 1990年3月3日   | 2001年12月13日 | OM302      | 2014年4月3日                         | 郡山综合车辆中心                               | 2017年9月      | |
| K209 | 1992年1月26日  | 2002年12月26日 | OM303      | 2014年3月5日                         | 郡山综合车辆中心                               | 2017年7月      | |